# The Flaws
The Flaws es un grupo de música irlandés de estilo indie rock. Sus cuatro miembros proceden de la localidad irlandesa de Carrickmacross, en el condado de Monaghan, y de la localidad de Dundalk, en el condado de Louth. La banda publicó su primer EP en el verano de 2005.
Su álbum de debut, Achieving Vagueness, fue publicado el 14 de septiembre de 2007. Dicho álbum fue grabado y arreglado por el productor irlandés Gareth Mannix.
The Flaws está compuesto por los siguientes miembros: Paul Finn (vocalista y guitarra), Dane McMahon (bajo y coros), Shane Malone (guitarra solista) y Colin Berrill (batería). La banda tiene como manager a Derek Turner.

## Carrera

### Primeros años
Los componentes del grupo se conocieron cuando eran compañeros de colegio en Carrickmacross, pero no formaron su banda hasta la primavera de 2004. 
A principios de 2007, el batería original (Stephen Finnegan) abandonó la banda por motivos personales.

### Popularidad
El álbum de debut, Achieving Vagueness, estuvo nominado a varios premios como, por ejemplo, al mejor álbum irlandés del año según Choice Music Prize. En 2008 interpretaron, entre otros festivales, en el Electric Picnic (donde ya habían actuado anteriormente) y en el Festival de Glastonbury.

## Álbumes
Achieving Vagueness, 2007
Constant Adventure, 2010

## Singles
- No Room (Marzo 2006)
- Out Tonight (Junio 2006)
- Sixteen (Mayo 2007)
- 1981 (Julio 2007)
- You and I (Noviembre 2007)
- I Don't Wanna Dance (Septiembre 2009)
- Part of You (Octubre 2010)
- Make Good (Febrero 2011)
- Constant Adventure (Junio 2011)